# Eric So
Eric So (* 1968 in Hongkong) ist ein hongkong-chinesischer Multimediakünstler, Designer und Creative Director, der als Mitbegründer der Kunstrichtung Urban Vinyl gilt. Zusammen mit Michael Lau gehörte er zu den ersten Künstlern, die Action-Figuren künstlerisch und zum Teil surreal abwandelten und damit einen erheblichen Einfluss auf die Popkultur nahmen. Bekannte Arbeiten sind Masks02, Tortoise & Hare, Nosferatu-Series oder seine Hellboy-Figur.

## Leben und Werk
Eric So absolvierte eine Designhochschule und arbeitete als Creative Director in einer Werbeagentur. Nach zehn Jahren wechselte er in die freiberufliche Tätigkeit als Designer und Illustrator. 1996 richtete er im Hong Kong Arts Centre seine erste Ausstellung mit dem Titel Sex, Sex, Sex and More Sex aus.
1998 begann So, zur Vermittlung seiner künstlerischen Botschaften Figuren zu verwenden. Er wird heute als Pionier der Designer-Toys-Bewegung angesehen. Eine Zusammenarbeit mit dem japanischen Unternehmen MediCom Toy Inc. für eine Bruce-Lee-12-Zoll-Figurenserie gilt als Beginn dieser Kunstform. Seine Welttournee The Art of Bruce Lee, die von 1999 bis 2000 in den USA, Japan und Hongkong stattfand, brachte ihm internationale Bekanntheit. Im Laufe der Jahre arbeitete er mit verschiedenen Kunstformen und Medien und entwarf Charaktere für globale Marken wie Coca-Cola und Toyota sowie für die japanische Gesangsgruppe Chemistry.
2004 stellte er beim US-amerikanischen Kleidungshersteller DC Shoes aus und kreierte für Nike eine lebensgroße Michael-Jordan-Actionfigur. In den folgenden Jahren erweiterte So seine künstlerische Tätigkeit durch internationale Kooperationen, darunter eine Kampagne für Motorola mit den Künstlern Jay Chou und Chou Xun sowie eine Zusammenarbeit mit Adidas für den NBA-Star Gilbert Arenas. Ein weiterer Höhepunkt seiner Karriere war die Gestaltung einer Variante des Nike-Basketballschuhs Air Force 1 im chinesischen Stil für eine Ausstellung in Shanghai, ebenso eine Einladung zur Gestaltung eines Kunstwerks im Rahmen des weltweiten Projekts CowParade.
Im Jahr 2010 arbeitete Eric So mit dem Hongkonger Modeberater und Cantopop-Texter Wyman Wong zusammen. Im selben Jahr präsentierte er auch den Charakter Horny Girl in Kooperation mit dem japanischen Fotografen Yonehara Yasumasa. Für das Begleitbuch zu einem Album des Popsängers Edison Chen schuf er 2012 elf Ölgemälde.
In Singapur trat So als Hongkong-Botschafter für das 140-jährige Jubiläum von Heineken auf. 2014 entwarf er Figuren für die Hollywoodfilme Sin City 2 und Rise of the Legend. Zudem wurde er von der Disney Company eingeladen, zum 90-jährigen Jubiläum Figuren von Mickey & Minnie zu gestalten.
Während einer Ausstellung in Südkorea im Jahr 2015 erfolgte ein Relaunch seiner „Estate“-Serie unter dem Namen Zombie Estate. In Korea erhielt er eine Einladung von YG Entertainment, um mit der Gesangsgruppe Big Bang zusammenzuarbeiten. Zudem kreierte er die Eric the Devilish Team-Figurenserie für das Online-Spiel Barcode Footballer. Eine limitierte Version des japanischen Roboters Mazinger Z wurde 2016 auf den Markt gebracht, während So auf Einladung von Tsuburaya Productions an den Feierlichkeiten zum 50-jährigen Jubiläum von Ultraman teilnahm. Teilnahmen an Spielzeugmessen in den USA, dem Großbritannien, Japan und Thailand prägten das Jahr 2017.
Neue Gemälde präsentierte Eric So 2018 auf der Art Fair Tokyo & Art Taipei sowie in einer Soloausstellung in Tokio. Außerdem brachte er in Zusammenarbeit mit Warner Bros. die Figur Rock Rocket heraus; eine limitierte Figur in Zusammenarbeit mit Michael Jordan folgte 2019. Bei Bonhams Hong Kong fand 2022 eine weitere Soloausstellung statt. Im Jahr 2023 veröffentlichte er eine limitierte Figur in Zusammenarbeit mit dem Magazin Playboy und veranstaltete eine Keramikausstellung in Hongkong. Im Jahr 2024 präsentierte Eric So Gemälde in einer Einzelausstellung Lost. Singularity in London.